# Mi parli piano
Mi parli piano è un singolo della cantautrice italiana Emma, pubblicato il 4 maggio 2018 come terzo estratto dal quinto album in studio Essere qui.

## Descrizione
Si tratta di una ballata caratterizzata da un'introduzione di chitarra acustica. Il brano è stato scritto da Dario Simonetta e Roberto Casalino e presenta un testo che affronta la complessità delle relazioni e la mancanza di comunicazione. La stessa Marrone ha inoltre aggiunto che le due tematiche portano a «muri sempre più alti che ci limitano nelle nostre esternazioni e la presunzione di pensare che il tempo sarà sempre dalla nostra parte».

## Accoglienza
Alessandro Alicandri di TV Sorrisi e Canzoni ha definito il singolo «tra i più forti dell'album», apprezzando in particolar modo il lavoro di Casalino, il quale «dimostra di essere uno degli autori più bravi e luminosi di questa generazione».

## Video musicale
Il vide è stato girato da Paolo Stella tra il deserto e Las Vegas negli Stati Uniti d'America. La clip ruota attorno ad alcune parole, come Amore e Speranza e tra le altre scene vediamo la cantante che guida una Ford Mustang cabriolet rossa, un cameo del papà di Emma, Rosario Marrone, e la conclusione con un abbraccio tra l'artista e un uomo inquadrato solo di spalle. La cantante, in merito al video, ha dichiarato:

## Classifiche
| Classifica (2018) | Posizione massima |
| ----------------- | ----------------- |
| Italia            | 46                |